# 거대 제국 목록

대영 제국(')과 몽골 제국(')은 각각 역사상 첫 번째와 두 번째로 큰 제국이었다. 가장 큰 영토 확장을 이룬 몽골 제국의 정확한 범위는 학자들 사이에서 논쟁의 여지가 있다.

인류 역사상 여러 제국은 그 정의와 측정 방식에 따라 지금껏 최대 규모의 경쟁을 벌여왔다. 크기를 측정하는 데 있어 가능한 방법에는 면적과 인구, 경제나 국력 등이 포함된다. 이 중 면적이 가장 일반적으로 사용되는 이유는 상당히 정확한 정의를 가지고 있고 어느 정도의 정확성으로 실현 가능하게 측정할 수 있기 때문이다. 1978년부터 1997년까지 역사적 제국의 영토 범위에 관한 일련의 학술 논문을 발표한 에스토니아의 정치학자 레인 타게페라는 제국을 "구성 요소가 주권이 아닌 상대적으로 큰 주권을 가진 정치적 실체"로 정의했고, 제국이 논란의 여지가 없는 군사 및 조세 특권을 가지고 있는 지역으로 정의했다. 이 목록은 여러 제국에 대한 이용 가능한 데이터가 부족하기 때문에 완전하다고는 할 수 없다. 이러한 이유로 추정치에 대한 본질적인 불확실성 때문에 순위는 부여하지 않는다.

## 육지 면적에 의한 거대 제국
맥락상 남극 대륙을 제외한 지구의 육지 면적은 134,740,000 km2 (52,023,000 mi2)이다.

### 거대 제국
이 목록에 있는 제국의 크기는 당시 통제하고 있던 육지 면적으로 정의되며 이는 그들이 주장한 면적과 상당히 다를 수 있다. 예를 들어 1800년에 유럽의 열강은 자신들이 실효적으로 지배하지 못한 지구 육지 표면의 약 20%에 대해 집단적으로 소유권을 주장했다.추정치가 다른 경우 항목은 가장 낮은 추정치를 기준으로 정렬된다. 둘 이상의 항목이 동일한 영역을 갖는 경우 가나다순으로 나열한다.

### 모든 제국의 최대 범위
| 제국                          | 최대 육지 면적 | 최대 육지 면적 | 최대 육지 면적 | 최대 육지 면적                 |
| 제국                          | 백만 km2       | 백만 평방 마일 | 전세계의 %     | 연도                           |
| ----------------------------- | -------------- | -------------- | -------------- | ------------------------------ |
| 대영 제국                     | 35.5           | 13.71          | 26.35%         | 1920년                         |
| 몽골 제국                     | 24.0           | 9.27           | 17.81%         | 1270년 혹은 1309년             |
| 러시아 제국                   | 22.8           | 8.80           | 16.92%         | 1895년                         |
| 청나라                        | 14.7           | 5.68           | 10.91%         | 1790년                         |
| 스페인 제국                   | 13.7           | 5.29           | 10.17%         | 1810년                         |
| 프랑스 식민제국(제2제국)      | 11.5           | 4.44           | 8.53%          | 1920년                         |
| 아바스 칼리파국               | 11.1           | 4.29           | 8.24%          | 750년                          |
| 우마이야 칼리파국             | 11.1           | 4.29           | 8.24%          | 720년                          |
| 원나라                        | 11.0           | 4.25           | 8.16%          | 1310년                         |
| 흉노 제국                     | 9.0            | 3.47           | 6.68%          | 기원전176년                    |
| 브라질 제국                   | 8.337          | 3.22           | 6.19%          | 1889년                         |
| 대일본제국                    | 7.4–8.51       | 2.86–3.285     | 5.49%–6.32%    | 1942년                         |
| 명나라                        | 6.5            | 2.51           | 4.82%          | 1450년                         |
| 후한                          | 6.5            | 2.51           | 4.82%          | 100년                          |
| 라시둔 칼리파국               | 6.4            | 2.47           | 4.75%          | 655년                          |
| 돌궐                          | 6.0            | 2.32           | 4.45%          | 557년                          |
| 전한                          | 6.0            | 2.32           | 4.45%          | 기원전50년                     |
| 킵차크 칸국                   | 6.0            | 2.32           | 4.45%          | 1310년                         |
| 아케메네스 제국               | 5.5            | 2.12           | 4.08%          | 기원전500년                    |
| 포르투갈 제국(제2제국)        | 5.5            | 2.12           | 4.08%          | 1820년                         |
| 당나라                        | 5.4            | 2.08           | 4.01%          | 715년                          |
| 마케도니아 왕국               | 5.2            | 2.01           | 3.86%          | 기원전323년                    |
| 오스만 제국                   | 5.2            | 2.01           | 3.86%          | 1683년                         |
| 로마 제국                     | 5.0            | 1.93           | 3.71%          | 117년                          |
| 북원                          | 5.0            | 1.93           | 3.71%          | 1368년                         |
| 신나라                        | 4.7            | 1.81           | 3.49%          | 10년                           |
| 토번                          | 4.6            | 1.78           | 3.41%          | 800년                          |
| 선비                          | 4.5            | 1.74           | 3.34%          | 200년                          |
| 멕시코 제1제국                | 4.429          | 1.71           | 3.29%          | 1821년                         |
| 티무르 제국                   | 4.4            | 1.70           | 3.27%          | 1405년                         |
| 파티마 칼리파국               | 4.1            | 1.58           | 3.04%          | 969년                          |
| 동돌궐                        | 4.0            | 1.54           | 2.97%          | 624년                          |
| 무굴 제국                     | 4.0            | 1.54           | 2.97%          | 1690년                         |
| 훈 제국                       | 4.0            | 1.54           | 2.97%          | 441년                          |
| 셀레우코스 제국               | 3.9            | 1.51           | 2.89%          | 기원전301년                    |
| 셀주크 제국                   | 3.9            | 1.51           | 2.89%          | 1080년                         |
| 이탈리아 왕국                 | 3.825          | 1.48           | 2.84%          | 1941년                         |
| 일 칸국                       | 3.75           | 1.45           | 2.78%          | 1310년                         |
| 준가르                        | 3.6            | 1.39           | 2.67%          | 1650년                         |
| 사산 제국                     | 3.5            | 1.35           | 2.60%          | 550년                          |
| 서돌궐                        | 3.5            | 1.35           | 2.60%          | 630년                          |
| 서흉노                        | 3.5            | 1.35           | 2.60%          | 20년                           |
| 차가타이 칸국                 | 3.5            | 1.35           | 2.60%          | 1310년 혹은 1350년             |
| 가즈나 왕조                   | 3.4            | 1.31           | 2.52%          | 1029년                         |
| 마우리아 제국                 | 3.4–5.0        | 1.31–1.93      | 2.52%–3.71%    | 기원전261년 혹은 기원전250년   |
| 프랑스 식민제국(제2제국)      | 3.4            | 1.31           | 2.52%          | 1670년                         |
| 델리 술탄국                   | 3.2            | 1.24           | 2.37%          | 1312년                         |
| 독일 식민제국                 | 3.147          | 1.215          | 2.34%          | 1911년                         |
| 북송                          | 3.1            | 1.20           | 2.30%          | 980년                          |
| 서진                          | 3.1            | 1.20           | 2.30%          | 280년                          |
| 위구르 카간국                 | 3.1            | 1.20           | 2.30%          | 800년                          |
| 덴마크 식민제국               | 3.0            | 1.16           | 2.23&          | 1700년                         |
| 수나라                        | 3.0            | 1.16           | 2.23%          | 589년                          |
| 사파비 제국                   | 2.9            | 1.12           | 2.15%          | 1630년                         |
| 사만 토후국                   | 2.85           | 1.10           | 2.12%          | 928년                          |
| 동진                          | 2.8            | 1.08           | 2.08%          | 347년                          |
| 메디아                        | 2.8            | 1.08           | 2.08%          | 기원전585년                    |
| 유연                          | 2.8            | 1.08           | 2.08%          | 405년                          |
| 파르티아 제국                 | 2.8            | 1.08           | 2.08%          | 1                              |
| 비잔틴 제국                   | 2.7–2.8        | 1.04–1.08      | 2.00%–2.08%    | 555년 혹은 450년               |
| 요나라                        | 2.6            | 1.00           | 1.93%          | 947년                          |
| 인도-스키타이                 | 2.6            | 1.00           | 1.93%          | 20년                           |
| 그리스-박트리아 왕국          | 2.5            | 0.97           | 1.86%          | 기원전184년                    |
| 마라타 제국                   | 2.5            | 0.97           | 1.86%          | 1760년                         |
| 후조                          | 2.5            | 0.97           | 1.86%          | 329년                          |
| 벨기에 식민제국               | 2.366–2.47     | 0.91–0.95      | 1.76%–1.83%    | 1941년 혹은 1939년             |
| 금나라                        | 2.3            | 0.89           | 1.71%          | 1126년                         |
| 진나라                        | 2.3            | 0.89           | 1.71%          | 기원전220년                    |
| 화레즘 제국                   | 2.3–3.6        | 0.89–1.39      | 1.71%–2.67%    | 1210년 혹은 1218년             |
| 남송                          | 2.1            | 0.81           | 1.56%          | 1127년                         |
| 네덜란드 식민제국             | 2.1            | 0.81           | 1.56%          | 1938년                         |
| 맘루크 술탄국                 | 2.1            | 0.81           | 1.56%          | 1300년 혹은 1400년             |
| 키예프 루스                   | 2.1            | 0.81           | 1.56%          | 1000년                         |
| 프랑스 제1제국                | 2.1            | 0.81           | 1.56%          | 1813년                         |
| 포르투갈 제국(제3제국)        | 2.1            | 0.81           | 1.56%          | 1900년                         |
| 고르 제국                     | 2.0            | 0.77           | 1.48%          | 1200년                         |
| 무와히드 칼리파국             | 2.0–2.3        | 0.77–0.89      | 1.48%–1.71%    | 1200년 혹은 1150년             |
| 북위                          | 2.0            | 0.77           | 1.48%          | 450년                          |
| 서로마 제국                   | 2.0            | 0.77           | 1.48%          | 395년                          |
| 유송                          | 2.0            | 0.77           | 1.48%          | 450년                          |
| 위나라                        | 2.0            | 0.77           | 1.48%          | 263년                          |
| 잉카 제국                     | 2.0            | 0.77           | 1.48%          | 1527년                         |
| 전진                          | 2.0            | 0.77           | 1.48%          | 376년                          |
| 전조                          | 2.0            | 0.77           | 1.48%          | 316년                          |
| 쿠샨 제국                     | 2.0–2.5        | 0.77–0.97      | 1.48%–1.86%    | 200년                          |
| 굽타 제국                     | 1.7–3.5        | 0.66–1.35      | 1.26%–2.60%    | 440년 혹은 400년               |
| 아이유브 술탄국               | 1.7–2.0        | 0.66–0.77      | 1.26%–1.48%    | 1200년 혹은 1190년             |
| 에프탈                        | 1.7–4.0        | 0.66–1.54      | 1.26%–2.97%    | 500년 혹은 470년               |
| 부와이흐 왕조                 | 1.6            | 0.62           | 1.11%          | 980년                          |
| 북제                          | 1.5            | 0.58           | 1.11%          | 557년                          |
| 북주                          | 1.5            | 0.58           | 1.11%          | 577년                          |
| 북흉노                        | 1.5            | 0.58           | 1.11%          | 60년                           |
| 오나라                        | 1.5            | 0.58           | 1.11%          | 221년                          |
| 신아시리아 제국               | 1.4            | 0.54           | 1.04%          | 기원전670년                    |
| 동마우리아 제국               | 1.3            | 0.50           | 0.96%          | 기원전210년                    |
| 소량                          | 1.3            | 0.50           | 0.96%          | 502년 , 549년 , 혹은 579년     |
| 카자르 제국                   | 1.29           | 0.50           | 0.96%          | 1873년                         |
| 상나라                        | 1.25           | 0.48           | 0.93%          | 기원전1122년                   |
| 악숨 왕국                     | 1.25           | 0.48           | 0.93%          | 350년                          |
| 스리위자야                    | 1.2            | 0.46           | 0.89%          | 1200년                         |
| 프랑크 왕국                   | 1.2            | 0.46           | 0.89%          | 814년                          |
| 말리 제국                     | 1.1            | 0.42           | 0.82%          | 1380년                         |
| 인도-그리스 왕국              | 1.1            | 0.42           | 0.82%          | 기원전150년                    |
| 폴란드-리투아니아             | 1.1            | 0.42           | 0.82%          | 1480년 혹은 1650년             |
| 구르자라-프라티하라           | 1.0            | 0.39           | 0.74%          | 860년                          |
| 무라비트 왕조                 | 1.0            | 0.39           | 0.74%          | 1120년                         |
| 서요                          | 1.0–1.5        | 0.39–0.58      | 0.74%–1.11%    | 1130년 혹은 1210년             |
| 서하                          | 1.0            | 0.39           | 0.74%          | 1100년                         |
| 스키티아                      | 1.0            | 0.39           | 0.74%          | 기원전400년                    |
| 신성 로마 제국                | 1.0            | 0.39           | 0.74%          | 1050년                         |
| 이집트 신왕국                 | 1.0            | 0.39           | 0.74%          | 기원전1450년 혹은 기원전1300년 |
| 촉한                          | 1.0            | 0.39           | 0.74%          | 221년                          |
| 크메르 제국                   | 1.0            | 0.39           | 0.74%          | 1290년                         |
| 타히르 토후국                 | 1.0            | 0.39           | 0.74%          | 800년                          |
| 푸슈야부티 왕조               | 1.0            | 0.39           | 0.74%          | 625년 혹은 648년               |
| 프톨레마이오스 왕국           | 1.0            | 0.39           | 0.74%          | 기원전301년                    |
| 하자르                        | 1.0–3.0        | 0.39–1.16      | 0.74%–2.23%    | 900년 혹은 850년               |
| 스웨덴 제국                   | 0.99           | 0.38           | 0.73%          | 1700년                         |
| 나치 독일                     | 0.824          | 0.32           | 0.61%          | 1941년                         |
| 송가이 제국                   | 0.8            | 0.31           | 0.59%          | 1550년                         |
| 아카드 제국                   | 0.8            | 0.31           | 0.59%          | 기원전2250년                   |
| 아바르                        | 0.8            | 0.31           | 0.59%          | 600년                          |
| 초나라                        | 0.8            | 0.31           | 0.59%          | 기원전300년                    |
| 훈족                          | 0.8            | 0.31           | 0.59%          | 287년                          |
| 이집트 제26왕조               | 0.65           | 0.25           | 0.48%          | 기원전550년                    |
| 힉소스                        | 0.65           | 0.25           | 0.48%          | 기원전1650년                   |
| 로즈비 제국                   | 0.624          | 0.24           | 0.46%          | 1700년                         |
| 오스트리아-헝가리             | 0.62           | 0.24           | 0.46%          | 1905년                         |
| 서고트 왕국                   | 0.6            | 0.23           | 0.45%          | 580년                          |
| 코르도바 칼리파국             | 0.6            | 0.23           | 0.45%          | 1000년                         |
| 포르투갈 제국(제1제국)        | 0.6            | 0.23           | 0.45%          | 1580년                         |
| 주나라                        | 0.55           | 0.21           | 0.41%          | 기원전1100년                   |
| 시크 제국                     | 0.52           | 0.20           | 0.39%          | 1839년                         |
| 리디아                        | 0.5            | 0.19           | 0.37%          | 기원전585년                    |
| 마가다                        | 0.5            | 0.19           | 0.37%          | 기원전510년                    |
| 사타바하나                    | 0.5            | 0.19           | 0.37%          | 150년                          |
| 서사트라프                    | 0.5            | 0.19           | 0.37%          | 100년                          |
| 신바빌로니아 제국             | 0.5            | 0.19           | 0.37%          | 기원전562년                    |
| 이집트 제25왕조               | 0.5            | 0.19           | 0.37%          | 기원전715년                    |
| 이집트 중왕국                 | 0.5            | 0.19           | 0.37%          | 기원전1850년                   |
| 코르도바 토후국               | 0.5            | 0.19           | 0.37%          | 756년                          |
| 코살라                        | 0.5            | 0.19           | 0.37%          | 기원전543년                    |
| 하나라                        | 0.45           | 0.17           | 0.33%          | 기원전1800년                   |
| 히타이트 신왕국               | 0.45           | 0.17           | 0.33%          | 기원전1250년 – 기원전1220년    |
| 불가리아 제1제국              | 0.4            | 0.15           | 0.30%          | 850년                          |
| 소코토 칼리파국               | 0.4            | 0.15           | 0.30%          | 1804년                         |
| 아시리아(중기)                | 0.4            | 0.15           | 0.30%          | 기원전1080년                   |
| 이집트 고왕국                 | 0.4            | 0.15           | 0.30%          | 기원전2400년                   |
| 중세 프랑스                   | 0.4            | 0.15           | 0.30%          | 1250년                         |
| 라틴 제국                     | 0.35           | 0.14           | 0.26%          | 1204년                         |
| 고대 카르타고                 | 0.3            | 0.12           | 0.22%          | 기원전220년                    |
| 미탄니                        | 0.3            | 0.12           | 0.22%          | 기원전1450년 – 기원전1375년    |
| 인더스 문명                   | 0.3            | 0.12           | 0.22%          | 기원전1800년                   |
| 고바빌로니아 제국             | 0.25           | 0.10           | 0.19%          | 기원전1690년                   |
| 아샨티 제국                   | 0.25           | 0.10           | 0.19%          | 1820년                         |
| 아즈텍 제국                   | 0.22           | 0.08           | 0.16%          | 1520년                         |
| 줄루 왕국                     | 0.21           | 0.08           | 0.16%          | 1822년                         |
| 바빌론 제4왕조(이신 제2왕조)  | 0.2            | 0.08           | 0.15%          | 기원전1130년                   |
| 엘람(슈트루케스 왕조)         | 0.2            | 0.08           | 0.15%          | 기원전1160년                   |
| 우라르투                      | 0.2            | 0.08           | 0.15%          | 기원전800년                    |
| 프리기아                      | 0.2            | 0.08           | 0.15%          | 기원전750년                    |
| 동주                          | 0.15           | 0.06           | 0.11%          | 기원전770년                    |
| 아시리아(초기)                | 0.15           | 0.06           | 0.11%          | 기원전1730년                   |
| 오요 제국                     | 0.15           | 0.06           | 0.11%          | 1680년                         |
| 히타이트 고왕국               | 0.15           | 0.06           | 0.11%          | 기원전1530년                   |
| 히타이트 중왕국               | 0.15           | 0.06           | 0.11%          | 기원전1450년                   |
| 카넴-보르누 제국(세프와 왕조) | 0.13           | 0.05           | 0.10%          | 1892년                         |
| 라르사                        | 0.1            | 0.04           | 0.07%          | 기원전1750년 – 기원전1700년    |
| 우르 제3왕조                  | 0.1            | 0.04           | 0.07%          | 기원전2000년                   |
| 타라스칸                      | 0.075          | 0.03           | 0.06%          | 1450년                         |
| 라가시                        | 0.05           | 0.02           | 0.04%          | 기원전2400년                   |
| 수메르                        | 0.05           | 0.02           | 0.04%          | 기원전2400년                   |
| 1. 2. 3. 4. 5. 6. 7.          |                |                |                |                                |

### 현재까지의 거대 제국 연표
명확히 이전의 모든 제국들보다 더 컸다고 할 수 있는 최초의 제국은 상하 이집트였는데 이 제국은 기원전 3000년 경 이전의 가장 큰 문명에 10배에 달하는 면적을 차지했다.
| 제국              | 영토 면적 (백만 km2) | 연도         |
| ----------------- | -------------------- | ------------ |
| 상하 이집트       | 0.1                  | 기원전3000년 |
| 이집트 고왕국     | 0.25                 | 기원전2850년 |
| 이집트 고왕국     | 0.4                  | 기원전2400년 |
| 아카드 제국       | 0.65                 | 기원전2300년 |
| 아카드 제국       | 0.8                  | 기원전2250년 |
| 이집트 신왕국     | 1.0                  | 기원전1450년 |
| 상나라            | 1.25                 | 기원전1122년 |
| 신아시리아 제국   | 1.4                  | 기원전670년  |
| 메디아.           | 2.8                  | 기원전585년  |
| 아케메네스 제국   | 3.6                  | 기원전539년  |
| 아케메네스 제국   | 5.5                  | 기원전500년  |
| 흉노 제국         | 9.0                  | 기원전176년  |
| 우마이야 칼리파국 | 11.1                 | 720년        |
| 몽골 제국         | 13.5                 | 1227년       |
| 몽골 제국         | 24.0                 | 1309년       |
| 대영 제국         | 24.5                 | 1880년       |
| 대영 제국         | 35.5                 | 1920년       |
| 1.                |                      |              |

### 당시의 거대 제국 연표
| 러시아            | 거대 제국 시기의 영토 면적 (백만 km2) | 대략적 주기                 |
| ----------------- | ------------------------------------- | --------------------------- |
| 상하 이집트       | 0.1                                   | 기원전3000년                |
| 이집트 고왕국     | 0.25–0.4                              | 기원전2800년 – 기원전2400년 |
| 아카드 제국       | 0.2–0.6                               | 기원전2300년 – 기원전2200년 |
| 인더스 문명       | 0.15                                  | 기원전2100년                |
| 이집트 중왕국     | 0.2–0.5                               | 기원전2000년 – 기원전1800년 |
| 하나라            | 0.4                                   | 기원전1700년                |
| 힉소스            | 0.65                                  | 기원전1600년                |
| 이집트 신왕국     | 0.65–1.0                              | 기원전1500년 – 기원전1300년 |
| 상나라            | 0.9–1.1                               | 기원전1250년 – 기원전1150년 |
| 이집트 신왕국     | 0.5–0.6                               | 기원전1100년 – 기원전1050년 |
| 주나라            | 0.35–0.45                             | 기원전1000년 – 기원전900년  |
| 신아시리아 제국   | 0.4–1.4                               | 기원전850년 – 기원전650년   |
| 메디아            | 3.0                                   | 기원전600년                 |
| 아케메네스 제국   | 2.5–5.5                               | 기원전550년 – 기원전350년   |
| 마케도니아 제국   | 5.2                                   | 기원전323년                 |
| 셀레우코스 제국   | 4.0                                   | 기원전300년                 |
| 마우리아 제국     | 3.5                                   | 기원전250년                 |
| 한나라            | 2.5                                   | 기원전200년                 |
| 흉노 제국         | 5.7                                   | 기원전150년                 |
| 한나라            | 4.2–6.5                               | 기원전100년 – 기원후200년   |
| 로마 제국         | 4.4                                   | 250년 –350년                |
| 사산 제국         | 3.5                                   | 400년                       |
| 훈 제국           | 4.0                                   | 450년                       |
| 사산 제국         | 3.5                                   | 500년                       |
| 돌궐              | 3.0–5.2                               | 550년 –600년                |
| 라시둔 칼리파국   | 5.2                                   | 650년                       |
| 우마이야 칼리파국 | 9.0–11.0                              | 700년 –750년                |
| 아바스 칼리파국   | 8.3–11.0                              | 750년 –800년                |
| 티베트            | 2.5–4.7                               | 850년 –950년                |
| 송나라            | 3.0                                   | 1000년                      |
| 셀주크 제국       | 3.0–4.0                               | 1050년 –1100년              |
| 티베트            | 2.5                                   | 1150년                      |
| 금나라            | 2.3                                   | 1200년                      |
| 몽골 제국         | 18.0–24.0                             | 1250년 –1300년              |
| 원나라            | 11.0                                  | 1350년                      |
| 티무르 제국       | 4.0                                   | 1400년                      |
| 명나라            | 4.7–6.5                               | 1450년 –1500년              |
| 오스만 제국       | 4.3                                   | 1550년                      |
| 러시아 차르국     | 6.0–12.0                              | 1600년 –1700년              |
| 러시아 제국       | 14.0–17.0                             | 1750년 –1800년              |
| 대영 제국         | 23.0–34.0                             | 1850년 –1925년              |
| 소련              | 22.5                                  | 1950년 –1975년              |
| 1. 2.             |                                       |                             |

## 세계 인구 비율당 거대 제국
시간이 지남에 따라 세계 인구가 증가하는 경향 때문에 어떤 목적에서는 절대적 인구 수치가 당시 세계 인구에서 차지하는 비중보다 서로 다른 제국 간의 비교에 덜 관련이 있다. 가장 인구가 많은 두 제국이 세계 인구에서 차지하는 비중은 기원전 400년 경 이후 대부분 30~40%였다. 가장 인구가 많은 제국은 대부분 중국이었다.
| 제국              | 세계 인구 대비 제국의 인구 | 연도        |
| ----------------- | -------------------------- | ----------- |
| 청나라            | 37                         | 1800년      |
| 북송              | 33                         | 1100년      |
| 전한              | 32                         | 1년         |
| 몽골 제국         | 31                         | 1290년      |
| 로마 제국         | 30                         | 150년       |
| 진나라(삼국 통일) | 28                         | 280년       |
| 명나라            | 28                         | 1600년      |
| 진나라(전국 통일) | 24                         | 기원전220년 |
| 무굴 제국         | 24                         | 1700년      |
| 당나라            | 23                         | 900년       |
| 델리 술탄국       | 23                         | 1350년      |
| 대영 제국         | 23                         | 1938년      |
| 대일본제국        | 20                         | 1943년      |
| 마우리아 제국     | 19                         | 기원전250년 |
| 전진              | 19                         | 376년       |
| 북주              | 16                         | 580년       |
| 마케도니아 제국   | 15                         | 기원전323년 |
| 하르샤            | 15                         | 647년       |
| 굽타 제국         | 13                         | 450년       |
| 북위              | 13                         | 500년       |
| 우마이야 칼리파국 | 13                         | 750년       |
| 아케메네스 제국   | 12                         | 기원전450년 |
| 전연              | 12                         | 366년       |
| 금나라            | 12                         | 1200년      |
| 나치 독일         | 12                         | 1943년      |

## 같이 보기
- 제국의 목록
- 옛 나라 목록
- 세계 제국
- 면적순 나라 목록
- 국내 총생산순 나라 목록
- 인구순 나라 목록